# Фемінізація (соціологія)
Фемінізація (від лат. femina — жінка) в соціології — збільшення частки жінок у будь-яких соціальних, економічних або політичних процесах або сферах.
Приклади:
- Фемінізація бідності — збільшення кількості жінок серед бідних верств населення.
- Фемінізація безробіття або фемінізація деяких видів зайнятості.
- Фемінізація  влади — збільшення кількості жінок у владних структурах.